# Reggie Witherspoon
Reggie Witherspoon, född den 31 maj 1985, är en amerikansk friidrottare som tävlar i kortdistanslöpning.
Witherspoons främsta merit är att han ingick i försöken i det amerikanska stafettlaget över 4 x 400 meter. Han byttes ut inför finalen men då laget vann guld fick även han en guldmedalj.

## Personliga rekord
- 400 meter - 44,99